# Mops
Mops é um género de morcego pertencente à família Molossidae.

## Espécies
- Mops bakarii Stanley, 2008
- Mops brachypterus (Peters, 1852)
- Mops condylurus (A. Smith, 1833)
- Mops congicus J. A. Allen, 1917
- Mops demonstrator (Thomas, 1903)
- Mops leucostigma G. M. Allen, 1918
- Mops midas (Sundevall, 1843)
- Mops mops (de Blainville, 1840)
- Mops nanulus J. A. Allen, 1917
- Mops niangarae J. A. Allen, 1917
- Mops niveiventer Cabrera & Ruxton, 1926
- Mops petersoni (El Rayah, 1981)
- Mops sarasinorum (A. Meyer, 1899)
- Mops spurrelli (Dollman, 1911)
- Mops thersites (Thomas, 1903)
- Mops trevori J. A. Allen, 1917